# Попов, Сэйф Мохамедович
Сэйф Мохамедович Попов (род. 30 июня 2004, Бишкек) — казахстанский футболист, нападающий клуба «Кайрат» и сборной Казахстана до 21 года, выступающий на правах аренды за клуб «Алтай».

## Клубная карьера
Футбольную карьеру начинал в 2021 году. 1 апреля 2023 года в матче против клуба «Шахтёр» Караганда дебютировал в казахстанской Премьер-лиге (1:1).
17 июля 2024 года на правах аренды стал игроком клуба «Хан-Тенгри».
12 февраля 2025 года на правах аренды подписал контракт с клубом «Алтай».

## Карьера в сборной
10 июня 2022 года дебютировал за сборную Казахстана до 19 лет в матче против сборной Азербайджана до 19 лет (1:2).

## Клубная статистика
| Клуб             | Сезон            | Лига | Лига | Кубки | Кубки | Еврокубки | Еврокубки | Итого | Итого |
| Клуб             | Сезон            | Игры | Голы | Игры  | Голы  | Игры      | Голы      | Игры  | Голы  |
| ---------------- | ---------------- | ---- | ---- | ----- | ----- | --------- | --------- | ----- | ----- |
| Кайрат           | 2023             | 7    | 0    | —     | —     | —         | —         | 7     | 0     |
| Кайрат           | 2024             | 0    | 0    | 1     | 0     | —         | —         | 1     | 0     |
| Кайрат           | Итого            | 7    | 0    | 1     | 0     | —         | —         | 8     | 0     |
| → Кайрат-Жастар  | 2021             | 2    | 1    | —     | —     | —         | —         | 2     | 1     |
| → Кайрат-Жастар  | 2022             | 17   | 6    | —     | —     | —         | —         | 17    | 6     |
| → Кайрат-Жастар  | 2023             | 20   | 9    | —     | —     | —         | —         | 20    | 9     |
| → Кайрат-Жастар  | 2024             | 10   | 5    | —     | —     | —         | —         | 10    | 5     |
| → Кайрат-Жастар  | Итого            | 49   | 21   | —     | —     | —         | —         | 49    | 21    |
| → Хан-Тенгри     | 2024             | 12   | 3    | —     | —     | —         | —         | 12    | 3     |
| → Хан-Тенгри     | Итого            | 12   | 3    | —     | —     | —         | —         | 12    | 3     |
| Всего за карьеру | Всего за карьеру | 68   | 24   | 1     | 0     | —         | —         | 69    | 24    |